# Joachim Frederik van Brieg
Joachim Friedrich von Brieg (Brzeg, 29 september 1550 - aldaar, 25 maart 1602) was hertog van Brieg en van Legnica (Liegnitz).

## Geslacht van de Piasten
De hertogen in Silezië stamden af van de Piasten, de adellijke grootfamilie waarbinnen sinds de 10de eeuw  de Poolse koningen werden gekozen. Zij maakten zich in de 13de en 14de eeuw los van het Poolse koningshuis en zochten een positie onder het Boheemse koningshuis, dat ondergeschikt was aan het Duitse keizerschap. De Silezische hertogen gingen aldus behoren tot de Duitse rijksadel en bevestigden dat met huwelijken met dochters van Duitse rijksvorsten terwijl zij hun dochters uithuwelijkten aan de zonen van deze vorsten.

## Jeugd en carrière
Joachim Friedrich was de oudste zoon van Georg II van Legnica (Liegnitz), hertog van Brzeg-Oława-Wołów (Brieg-Ohlau-Wohlau) en van Barbara, dochter van Joachim II Hector van Brandenburg. Hij was genoemd naar zijn grootvaders Joachim II Hector en Friedrich II van Legnica (Liegnitz).
In de 16de eeuw gingen de hertogen van deze gebieden over tot de lutherse reformatie. In 1629 werd in Silezië, dat samen met Bohemen onder het huis Habsburg was gekomen, de Contrareformatie met geweld doorgevoerd, behalve in de genoemde hertogdommen. In de Dertigjarige Oorlog (1629-1648) die daarop uitbrak werd Silezië weliswaar zwaar verwoest en beroofd van de helft van zijn bevolking maar de hertogen behielden hun macht al moesten zij in 1648 de soevereiniteit van Habsburg boven zich erkennen. Silezië werd een Oostenrijkse provincie. De hertogen mochten hun lutherse geloof behouden, hoewel zij moesten toestaan dat de jezuïten in hun hertogdommen vrij hun onderwijs konden organiseren en kerken konden inrichten om de bevolking te catholiceren. Een minderheid van de bevolking werd inderdaad katholiek, de meerderheid beef luthers.
Tijdens de regeerperiode van zijn vader werd Joachim Friedrich niet betrokken bij het bestuur van het hertogdom Brzeg (Brieg). Hij bracht zeven jaar door aan het hof van zijn oom van moederszijde, Johann Georg van Brandenburg keurvorst van Brandenburg, sinds 1571. Hij was als vertegenwoordiger van Brandenburg, aanwezig bij de kroning van Hendrik van Frankrijk als koning van Polen in 1574, en bij de kroning van koning Rudolf II in Rome in 1575.

## Regering
Georg II stierf in 1586 en Joachim Friedrich, samen met zijn jongere broer Johann Georg namen het bestuur van Oława (Ohlau) en Wołów (Wohlau) in handen. Brzeg (Brieg) kwam bij de weduwe van de overleden hertog, Barbara van Brandenburg. Na de dood van Johann Georg in 1592 zonder nakomelingen, werd Joachim Friedrich de enige heerser van alle gebieden, behalve de twee hoofdsteden Brzeg (Brieg) en Oława (Ohlau) die hem pas toevielen toen eerst zijn schoonzuster Anna van Württemberg, weduwe van Johann Georg, die ze weliswaar had geërfd, in 1594 opnieuw in het huwelijk trad en daarmee haar bezitsrechten moest afstaan. En toen vervolgens twee maanden later  Barbara van Brandenburg overleed in 1595, waarmee ook haar bezitsrecht verviel. Joachim Friedrich kon hierdoor alle erfgebieden van zijn vader herenigen in zijn hand.
Zijn hertogdom bloeide ook dankzij de mijnbouw in Reichenbach Dzierżoniów en Silberberg - Srebrna Góra met hun rijke voorraden edele metalen. In 1596 erfde hij het hertogdom Legnica (Liegnitz) van hertog Frederik IV die geen nakomelingen had.
Joachim Friedrich was een goed bestuurder. Hij ratificeerde vroegere stadspriviliges en steunde de ambachten. In Oława (Ohlau) bouwde hij een stadsversterking. Dankzij zijn familiale connecties en zijn goede relaties met het hof in Praag, verkreeg hij een aantal erefuncties. Sinds 1585 was hij luthers proost van het kapittel van Maagdenburg, en in 1588 werd hij benoemd tot algemeen commandant van het reguliere leger van Silezië.
Joachim Friedrich overleed in 1602 in Brieg (Brzeg).

## Opvolging en nageslacht
Overeenkomstig zijn wil ging het district Oława (Ohlau) naar zijn weduwe als erfdeel bij leven. Hij werd opgevolgd door zijn twee overlevende zoons, Johann Christian en Georg Rudolph. Vermits beiden toen nog minderjarig waren, stonden zij onder voogdij, eerst van hun moeder, Anna Maria, en na haar dood in 1605, van hun oom Karel II van Podiebrad, hertog van Münsterberg (Ziębice) - Oels (Oleśnica).
Joachim Friedrich huwde in 1577 met Anna Maria van Anhalt (Zerbst, 13 juni 1561 - Brzeg-Brieg, 14 november 1605), dochter van Joachim Ernst van Anhalt (1536-1586). Zij kregen zes kinderen:
- Georg Ernest (Oława-Ohlau, 29 augustus 1589 - Oława-Ohlau, 6 november 1589).
- Johann Christian van Brieg (Oława-Ohlau  28 augustus 1591 - Osterode-Ostróda, 25 december 1639).
- Barbara Agnes (Oława-Ohlau, 24 februari 1593 - 24 juli 1631), in 1620 gehuwd met Hans Ulrich von Schaffgotsch und zu Kynast und Greiffenstein, baron van Trachenberg en Warmbrunn.
- Georg Rudolph van Legnica-Liegnitz, Oława-Ohlau, 12 januari 1595 - Wroclaw-Breslau, 14 januari 1653).
- Anna Maria (Brzeg-Brieg, 16 december 1596 - Brzeg-Brieg, 25 maart 1602).
- Maria Sophia (Brzeg-Brieg, 26 april 1601 - Prochowice-Prochwitz, 26 oktober 1654).